# Lebensraum!
Lebensraum! är singer-songwritern Jonathan Johanssons femte studioalbum, släppt den 18 mars 2015 genom skivbolaget St: C.
Albumet nominerades i Grammisgalan 2016 till två grammisar.

## Låtlista
1. "Stromboli brinner"
2. "Ny / Snö"
3. "Midsommarkransen Baby"
4. "Lätt att släcka 98"
5. "Dålig stjärna (MFF i Berlin)"
6. "Palmagänget till dig"
7. "Svindel och vind"
8. "Dröm en dröm (Gullvik vs Hermodsdal)"
9. "Du kommer krossa"
10. "Alla helveten"
11. "Bright Lights"
12. "Fuga"